# Acetal

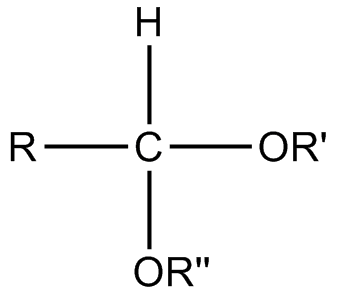
Estructura d'un acetal genèric.

Estructures d'un acetal i un cetal

Un acetal en química és una molècula amb dos grups funcionals alcoxi, units a un mateix àtom de carboni. S'acostuma a diferenciar els acetals dels cetals. L'àtom de carboni funcional dels cetals està unit necessàriament a dos àtoms de carboni, en canvi en els acetals com a mínim una de les valències està ocupada per un àtom d'hidrogen. Tanmateix les definicions actuals consideren els cetals com un subgrup dels acetals.

## Propietats químiques
Els acetals i cetals són altament inerts a l'acció de les bases químiques o de reactius nucleòfils. Són també resistents als àcids en absència de nucleòfils moderadament forts. En canvi, reaccionen amb nucleòfils en presència de quantitats catalítiques d'àcids minerals, produint la ruptura de l'enllaç químic acetàlic. Per exemple, el cetal dietílic de l'acetona, dissolt en aigua (nucleòfil) i en petites quantitats d'àcid clorhídric, es dissocia en acetona i etanol.

## Preparació
Es preparen a partir de la cetona o aldehid corresponent, en excés d'alcohol i catàlisi àcida.

## Aplicacions
L'acetal dietílic de l'acetaldehid és un compost assaboridor important en les begudes destil·lades alcohòliques.
La transformació d'un aldehid, cetona o alcohol a acetal, anomenada acetalització, constitueix un mètode per introduir un grup protector de tals grups funcionals als reactius bàsics.
Els acetals també es fan servir per preparar polímers plàstics. Poden millorar el rendiment dels biocombustibles

## Plàstics
Avantatges dels plàstics basats en acetals:
- Resistència química
- Absorció d'aigua molt baixa
- Resistència a la hidròlisi per bases.

Desavantatges:
- Poca resistència davant l'impacte
- Baix punt de fusió
- Són més rígids que els de nylon

## Exemples
- Dimetoximetà, un solvent
- Dioxolà
- Grup metilendioxi
- Metaldehíd
- Paraldehíd
- 1,3,5-Trioxà